# Ernst Hohner
Ernst Hohner (* 28. Juni 1886 in Trossingen; † 16. Oktober 1965 ebenda) war ein deutscher Musikinstrumenten-Fabrikant. Er war Fabrikdirektor und Betriebsleiter der Firma Matth. Hohner AG, Harmonikafabriken in Trossingen.

## Werdegang
Hohner war Enkel des Firmengründers Matthias Hohner. Nach dem Besuch der evangelischen Realschule wechselte er an die Höhere Handelsschule in Stuttgart. Danach führten ihn seine Lehrjahre nach Frankreich, Großbritannien und in die Vereinigten Staaten, bis er schließlich in das familieneigene Unternehmen eintrat.
Neben seiner unternehmerischen Tätigkeit übernahm Hohner Ämter in Fachverbänden und politische Aufgaben. Er war Leiter der Fachgruppe Musikinstrumentenindustrie der Wirtschaftsgruppe Metallwaren und der Arbeitsgemeinschaft Musikinstrumenten-Gewerbe in der Reichsmusikkammer sowie nach Ende des Zweiten Weltkriegs Vorstandsmitglied des Deutsch-Amerikanischen Wirtschaftsverbandes in Frankfurt. Zudem gehörte er dem Stadtrat von Trossingen an.
Anlässlich des 100-jährigen Bestehens der Firma Hohner initiierte er in Trossingen den Bau des nach ihm benannten Konzerthauses.

## Ehrungen
- 1952: Großes Verdienstkreuz der Bundesrepublik Deutschland